# Пупки (Рязанская область)
Пупки — село в Скопинском районе Рязанской области, входит в состав Корневского сельского поселения.

## География
Село расположено в 1,5 км на запад от центра поселения села Корневое и в 7 км на юго-запад от районного центра города Скопин.

## История
Пупки в качестве села состояли до 1592 года в числе вотчин Рязанского архиерейского дома. В окладных книгах 1676 года село Пупки именуется Пуповской слободой, а при находившейся в той слободе Покровской церкви показано 2 двора поповых, церковной пашни по писцовой выписи 25 четвертей в поле, сенных покосов на 60 копен. В приходе к Покровской церкви, состоявшем из села и деревни Велемьи, было 2 двора помещиковых, а в них живут приказчики и деловые люди, 4 двора помещиковых же, 43 двора драгунских, 64 двора крестьянских, 7 дворов бобыльских и всего 122 двора. В 1857 году, на месте сгоревшей в 1854 году, прихожанами построена была деревянная Покровская церковь. В 1861 году в доме наставника, местного священника, открыта была школа, содержание которой обеспечивалось самим сельским обществом, в формуляре нынешнего священника нет указаний на участие его в школе.
В XIX — начале XX века село входило в состав Корневской волости Скопинского уезда Рязанской губернии. В 1906 году в селе было 177 дворов.
С 1929 года село являлось центром Пупковского сельсовета Скопинского района Рязанского округа Московской области, с 1937 года — в составе Рязанской области, с 2005 года — в составе Корневского сельского поселения.

## Население
| 1859 | 1897  | 1906  | 2010 |
| ---- | ----- | ----- | ---- |
| 699  | ↗1118 | ↗1387 | ↘448 |

## Достопримечательности
В селе расположена полуразрушенная деревянная Покровская церковь (1857).